# Вуд, Джон (гребец)
Джон Джо́зеф Вуд (англ. John Joseph Wood; 7 июня 1950, Торонто — 23 января 2013, Оквилл) — канадский гребец-каноист, выступал за сборную Канады в конце 1960-х и на всём протяжении 1970-х годов. Участник трёх летних Олимпийских игр, серебряный призёр Игр в Монреале, серебряный призёр чемпионата мира, победитель многих регат национального и международного значения. Также известен как предприниматель, владелец инвестиционной компании.

## Биография
Джон Вуд родился 7 июня 1950 года в Торонто. Активно заниматься греблей начал в раннем детстве, проходил подготовку в городе Миссиссога в одноимённом каноэ-клубе. Уже в возрасте восемнадцати лет благодаря череде удачных выступлений удостоился права защищать честь страны на летних Олимпийских играх 1968 года в Мехико — вместе с напарником Скоттом Ли участвовал в зачёте двухместных каноэ на дистанции 1000 метров, тем не менее, в первом же заезде был дисквалифицирован.
Спустя четыре года прошёл квалификацию на Олимпийские игры в Мюнхен, на сей раз они с Ли сумели дойти на тысяче метрах до стадии полуфиналов, тогда как в одиночках на той же дистанции он не дошёл даже до полуфинала. На чемпионате мира 1974 года в Мехико показал шестой результат в одноместных каноэ на километре, год спустя на мировом первенстве в Белграде стал пятым в полукилометровой гонке.
Будучи одним из лидеров канадской национальной сборной, успешно прошёл квалификацию на домашние Олимпийские игры 1976 года в Монреале, где завоевал серебряную медаль в одиночках на пятистах метрах, уступив в финале советскому гребцу Александру Рогову (это первая олимпийская медаль Канады в гребле на каноэ с 1952 года). Также участвовал здесь в программе двухместных каноэ на пятистах метрах, в паре с Грегори Смитом пробился в финальную стадию и финишировал в решающем заезде седьмым.
После трёх Олимпиад Вуд ещё в течение нескольких лет оставался в основном составе сборной Канады и продолжал принимать участие в крупнейших международных регатах. Так, в 1977 году он побывал на чемпионате мира в Софии, откуда привёз награду серебряного достоинства, выигранную в двойках на пятистах метрах — в финале его обошёл экипаж из Венгрии. В 1979 году выиграл бронзовую медаль в парусном спорте на Панамериканских игра в Сан-Хуане.
Завершив спортивную карьеру, занялся бизнесом, работал бухгалтером и биржевым брокером. В 1986 году основал свою собственную инвестиционную компанию 20/20 Financial, подняв её стоимость с нуля до 4 млрд. долларов. Одновременно с этим продолжал участвовать в спортивной жизни страны, в период 1980—1988 комментировал соревнования по гребле на байдарках и каноэ на канадском телевидении, снимался в документальном фильме о гребле. Был женат, имел четырёх детей, вместе с семьёй проживал в городке Оквилле. В последние годы страдал от тяжёлой депрессии, 23 января 2013 года покончил жизнь самоубийством.